# Edward Kent
Ne doit pas être confondu avec Edward de Kent.
Edward Kent (8 janvier 1802 - 19 mai 1877) est un avocat et homme politique américain qui est le 12e et le 15e gouverneur du Maine. Il est parmi les derniers membres éminents du parti whig dans le Maine avant que celui-ci ne se transforme en faveur des républicains. Il est le seul gouverneur du Maine à avoir été élu pour deux mandats non consécutifs (1838-39 et 1841-42), bien que son deuxième mandat l'ait été par nomination directe par l’Assemblée législative du Maine dominée par les Whig.

## Biographie

### Enfance et éducation
Né en 1802 à Concord, dans le New Hampshire, Kent grandit à Bangor. Il est diplômé de l’université Harvard en 1821, de la même classe que Ralph Waldo Emerson. 

### Carrière
Il fait son apprentissage d’avocat à Topsham, dans le Maine, mais fonde son propre cabinet dans le port de Bangor en pleine croissance en 1825. Il est élu à l’Assemblée législative du Maine en 1829 et occupe des postes politiques devenant le deuxième maire de Bangor (1836-1837) et gouverneur du Maine.
Kent termine sa vie publique en tant que juge associé de la Cour suprême du Maine (1859-73). L’oncle de Kent, Prentiss Mellen, a été le premier juge en chef de la même Cour.
Kent joue un rôle à la fois dans l’incitation et la résolution de la guerre d’Aroostook.

### Vie personnelle
Il a de sa seconde femme un enfant, Edward Kent Jr., qui devient le juge en chef de la Cour suprême du territoire de l’Arizona.

## Honneur
La ville de Fort Kent, située au confluent de la rivière Fish avec le fleuve Saint-Jean est nommé en son honneur.

## Source
- (en) Cet article est partiellement ou en totalité issu de l’article de Wikipédia en anglais intitulé « Édouard Kent » (voir la liste des auteurs).